# Sân vận động Quốc tế Nhà vua Fahd
Sân vận động Nhà vua Fahd (tiếng Ả Rập: استاد الملك فهد الدولي), có biệt danh là "Hòn ngọc của các sân vận động" (درة الملاعب Durrat al-Mala'eb) hoặc đơn giản là "Hòn ngọc" (الدرة Addurra), là một sân vận động đa năng ở Riyadh, Ả Rập Xê Út. Sân hiện đang được sử dụng chủ yếu cho các trận đấu bóng đá và sân cũng có các cơ sở vật chất cho môn điền kinh.

## Tổng quan
Sân vận động được xây dựng vào năm 1987 với sức chứa hơn 67.000 chỗ ngồi. Kích thước của mặt sân là 116 x 74 yd. Đây là một trong những sân vận động có mái che lớn nhất thế giới. Đây là nơi tổ chức các trận đấu của Giải vô địch bóng đá trẻ thế giới 1989, bao gồm cả trận chung kết.
Vào tháng 9 năm 2017, sân đã tổ chức lễ kỷ niệm 87 năm ngày Quốc khánh Ả Rập Xê Út với các buổi hòa nhạc và biểu diễn như là một phần của dự án Saudi Vision 2030, trong đó phụ nữ lần đầu tiên được phép vào sân vận động.
Sân vận động này được xuất hiện trong tựa game điện tử FIFA kể từ FIFA 13, khi Giải bóng đá vô địch quốc gia Ả Rập Xê Út bắt đầu được xuất hiện trong trò chơi. Một phiên bản sửa đổi của sân vận động với các khán đài đều có hai tầng đã được xuất hiện trong tựa game Pro Evolution Soccer trong kỷ nguyên PlayStation 2 với tên gọi "Nakhon Ratchasima".
Sân được xây dựng với chi phí khoảng 1,912 tỷ riyal Ả Rập Xê Út hay 510 triệu USD. Mái che của sân vận động che phủ hơn 67.000 chỗ ngồi và có diện tích 47.000 feet vuông. 24 cột trụ mái che được sắp xếp thành hình tròn với đường kính 247 m. Mái che khổng lồ có tác dụng giữ cho ghế ngồi và các phòng chờ không bị mặt trời chiếu thẳng vào, cung cấp bóng mát và sự thoải mái trong khí hậu sa mạc. Bàn thắng đầu tiên trong một trận đấu chính thức trên sân vận động này được ghi bởi Majed Abdullah.
Một ban công hoàng gia đã được xây dựng như một liên lạc cá nhân đến sân vận động.
Kiến trúc sư là Michael KC Cheah.

## Sự kiện
Sự kiện âm nhạc lớn đầu tiên được tổ chức tại sân vận động là buổi hòa nhạc của BTS, đây là buổi hòa nhạc đầu tiên của nhóm ở Trung Đông, nằm trong khuôn khổ của chuyến lưu diễn Love Yourself: Speak Yourself World Tour vào ngày 11 tháng 10 năm 2019. Điều này khiến BTS trở thành nghệ sĩ quốc tế đầu tiên biểu diễn tại sân vận động này.
Sân vận động đã tổ chức sự kiện Crown Jewel của WWE vào ngày 31 tháng 10 năm 2019.
Sân vận động này cũng đã tổ chức tất cả ba trận đấu của Siêu cúp bóng đá Tây Ban Nha 2021–22 mà Real Madrid đã vô địch. Trận bán kết giữa Barcelona và Real Madrid là trận El Clásico chính thức đầu tiên được tổ chức tại một sân vận động bên ngoài Tây Ban Nha.